# 周期性調整市盈率
周期性調整市盈率（英語：Cyclically adjusted price-to-earnings ratio，簡稱CAPE、Shiller P/E或P/E 10 ratio）是指一家公司去除通貨膨脹因素的實際股價除以10年間該公司去除通貨膨脹因素的每股收益的平均值。這一概念主要用于评估未來10到20年时间内投資一家公司的股票可能帶來的回报。周期性調整市盈率是由美国经济学家羅拔·席勒於1998年提出。           